# Geologie und Geographie der Färöer

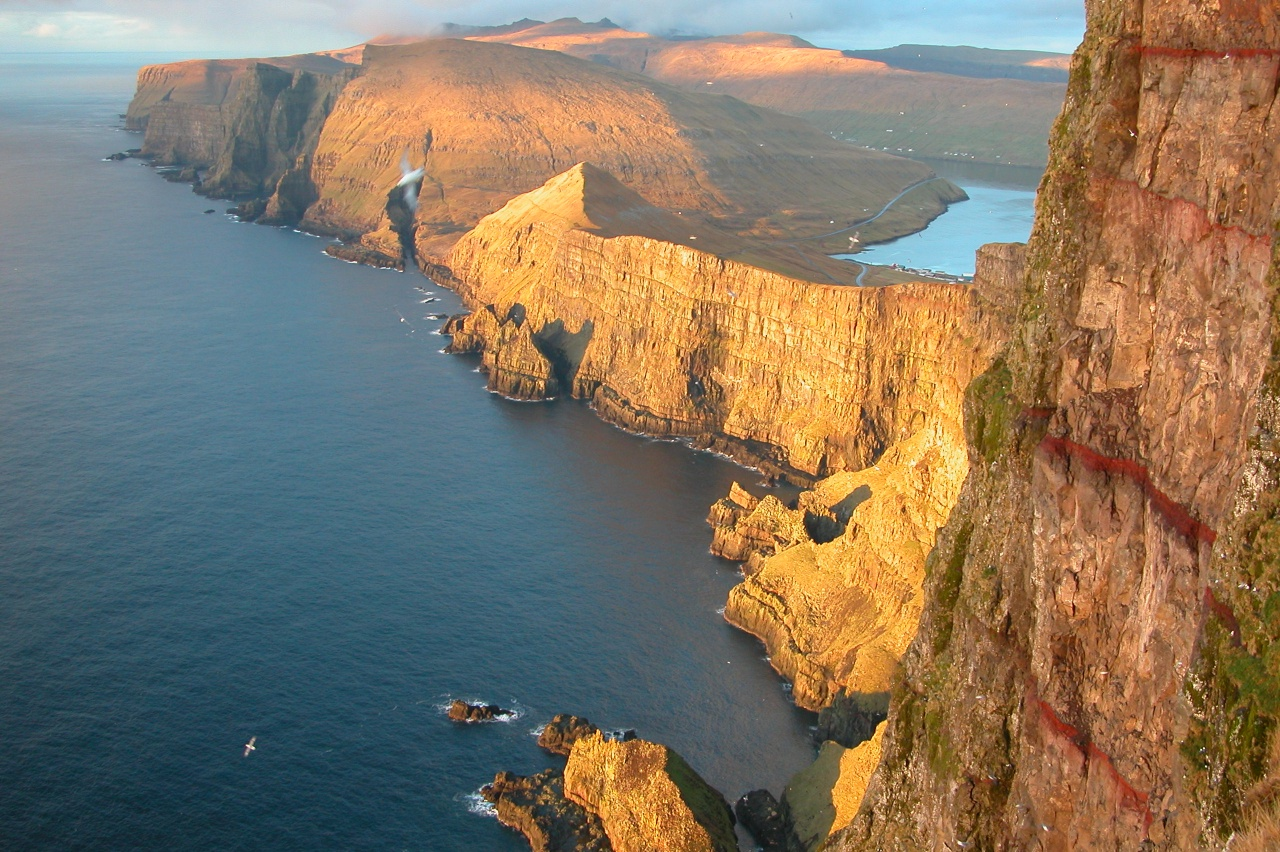
Die Südinsel (Suðuroy) gilt als besonders typisch, weil sie alle Facetten der färöischen Landschaft auf engstem Raum aufweist, hier der Blick nach Norden vom Beinisvørð entlang der unzugänglichen Westküste. Auffällig sind die rotbraunen Tuffbänder im mächtigen Basalt-Kliff. Hinter dem Isthmus sieht man die flach abfallende bewohnte Ostküste an einem Fjord, dahinter das Fjall des Landesinneren.

Die Geologie der Färöer weist in ihrer Entstehungsgeschichte Parallelen zur Geologie Islands auf, wobei der Vulkanismus auf den Färöern lange erloschen ist. Erdgeschichtlich sind die Färöer ca. 60 Millionen Jahre alt.
Die Färöer liegen auf dem Wyville-Thomson-Rücken im Nordatlantik, der sich von Irland und Schottland über die Färöer und Island bis nach Grönland erstreckt und bei Island auf den Mittelatlantischen Rücken trifft.

## Tertiär

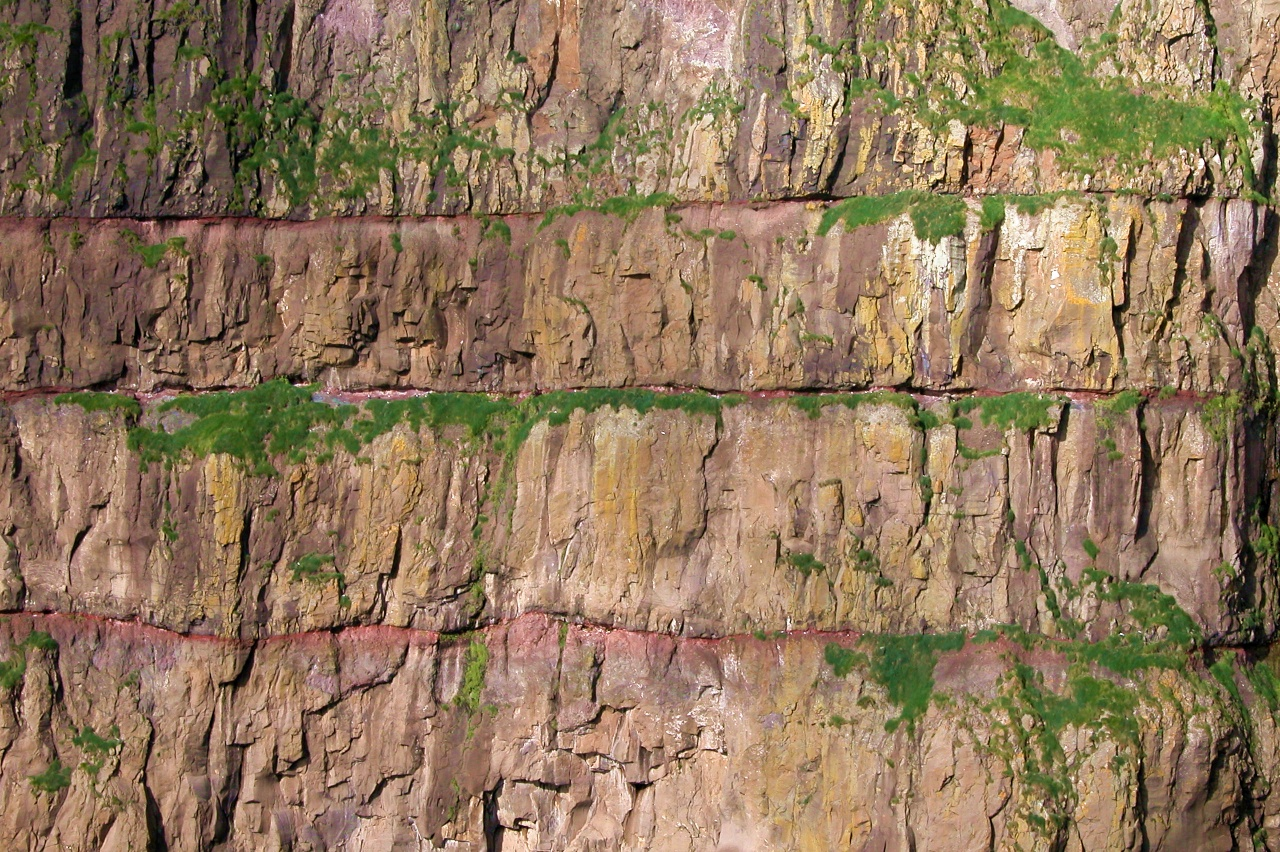
Typischer Schichtaufbau der Färöer: Dicker Basalt, dünner Tuff, darüber wieder Basalt, und so weiter... Bei Í Fámara auf Suðuroy.

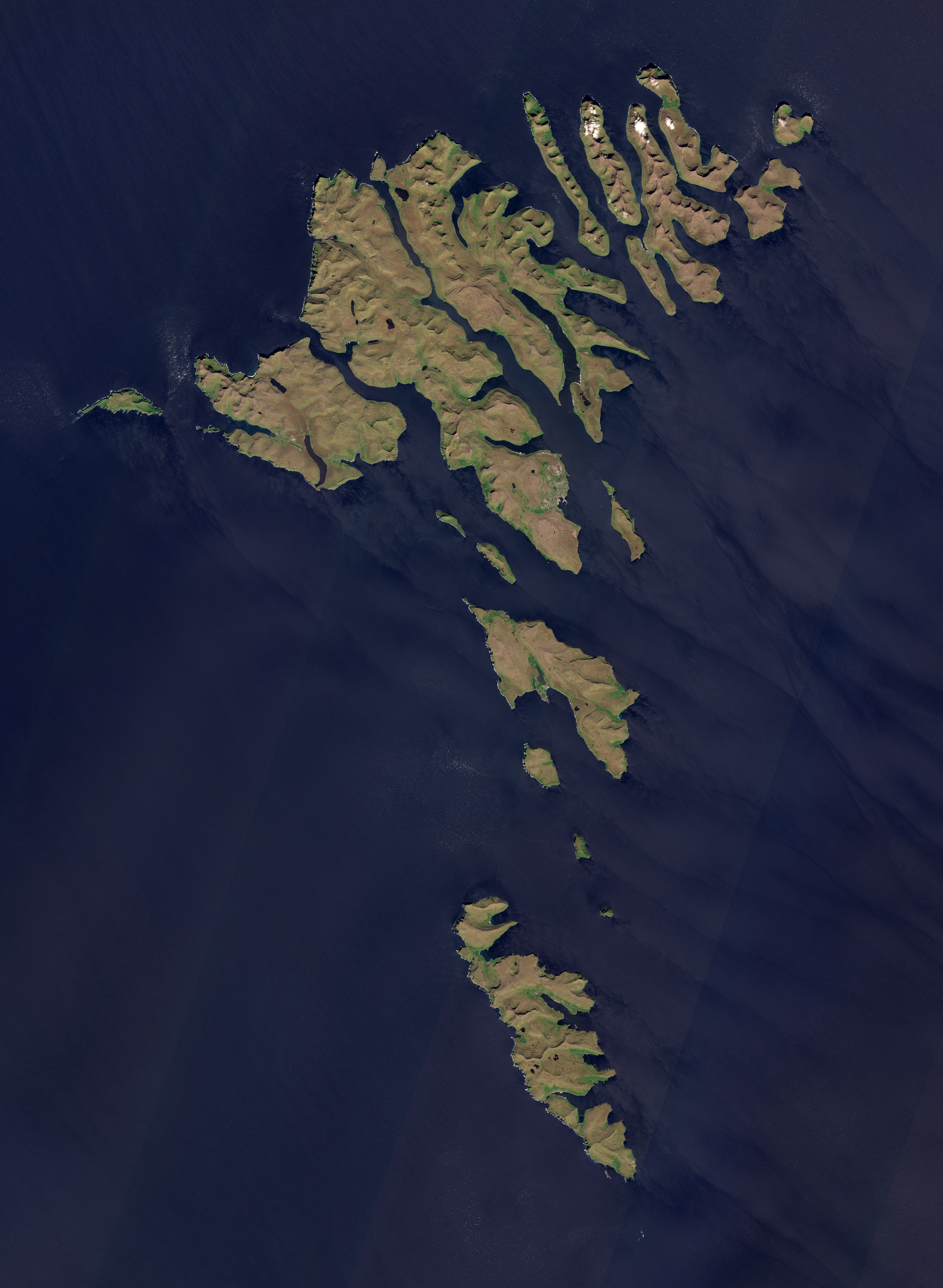
Die Färöer aus dem All fotografiert. Die anderen Photos in diesem Artikel stammen von der südlichsten Insel Suðuroy.

Im Tertiär (vor 60 bis 70 Millionen Jahren) entstand durch vulkanische Tätigkeit auf dem Wyville-Thomson-Rücken ein riesiges Plateau, das etwa 3000 bis 4000 Meter hoch war.
Aus der erkalteten Lava entstand der typische färöische Basalt, der immer wieder durch dünnere Tuffschichten durchzogen ist, die aus dem nachfolgenden Ascheregen entstanden, der erkaltete und zusammengepresst wurde. Jede der drei bis zehn Meter, manchmal bis zu 30 Meter dicken Basaltschichten zeugt von einem Vulkanausbruch. Die weicheren Tuffschichten dazwischen sind wesentlich dünner.
In einer vulkanischen Pause gab es eine tropische Vegetation. Kohleschichten auf Suðuroy und Mykines zeigen Abdrücke des Urweltmammutbaums und des Ginkgos.
Flussbetten entstanden und suchten sich ihren günstigsten Weg durch Risse im Gestein, wo sie im Laufe der Zeit tiefe Schluchten formten, so genannte V-Täler. Da das Plateau leicht von Nordwest nach Südost abfiel, verliefen auch die meisten Flüsse in diese Richtung. Die Brandung des Atlantiks griff das Plateau an seiner Küste an. Die weichen Tuffschichten waren dieser Gewalt nicht gewachsen, wurden ausgespült und ließen die mächtigen Basaltschichten darüber zusammenstürzen. So entstanden gewaltige Abbruchkanten vornehmlich an der West- und Nordküste.
Durch diese Erosion senkte sich der größte Teil dieses Plateaus ab. Übrig blieben die Inseln der Hebriden, Färöer und Island, wobei Island erst vor etwa 20 Millionen Jahren entstand und durch seine Lage auf dem Mittelatlantischen Rücken heute noch vulkanisch aktiv ist, während die Basalte der britischen Inseln, zum Beispiel der Giant’s Causeway, gegenüber denen der Färöer vergleichsweise bescheiden sind.
Von der vulkanischen Tätigkeit auf den Färöern zeugt heute neben den Gesteinsformationen nur noch eine Thermalquelle, die etwa 20 °C warme Varmakelda bei Fuglafjørður auf Eysturoy.

## Eiszeit
Die Eiszeiten gliedern das Quartär, das vor etwa 2,4 Millionen Jahren begann. Die eiszeitlichen Gletscher, die während der Eiszeiten die ganze Insel bedeckten, formten aus den Resten dieses Plateaus die Färöer in ihrer heutigen Form. Die Gletscher (jøklar, Einzahl jøkul) wanderten den natürlichen Weg auf der schiefen Ebene entlang nach Südosten und bildeten aus den vorhandenen Schluchten (gjáir, Einzahl gjógv) die charakteristischen Trogtäler (dalir, Einzahl dalur), die sich oft mit Wasser füllten, eine Verbindung mit dem Meer schufen und die heutigen Meerengen und Fjorde der Färöer bilden. Der größte See der Färöer, das Sørvágsvatn, wäre so auch fast ein Fjord (fjørður) geworden, davon trennen es aber 32 Meter über dem Meeresspiegel.
Den Eiszeiten verdanken die Färöer ihre heutige Form. Charakteristisch ist, dass sich die Inseln der Färöer fast alle in südöstlich-nordwestlicher Richtung erstrecken, entsprechend die Sunde zwischen ihnen und die teilweise langen Fjorde, die den Betrachter oft zweifeln lassen, ob das gegenüberliegende Stück Land eine Nachbarinsel ist, oder nur das andere Fjordufer.

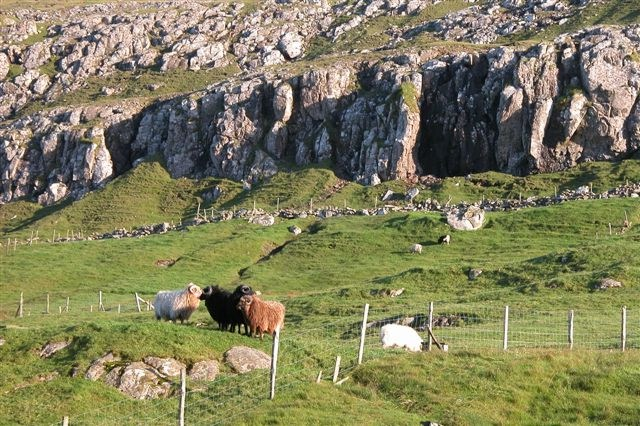
Eine steile Basaltstufe wie an diesem treppenförmigen Hang wird auf Färöisch hamar genannt, wovon sich z. B. der Name von Hamrabyrgi auf Suðuroy ableitet. Das flachere Terrain dazwischen heißt rók.

## Ostküste und Landesinneres
Dort, wo die Gletscher ihren Ursprung hatten, sehen wir heute halbkreisförmige Kare, die von den Färingern botnur genannt werden. Oft sind das Fjordenden, woran Ortsnamen wie Kaldbaksbotnur erinnern. In den Buchten bilden sich hier manchmal flache Sandstrände, wie zum Beispiel in Tjørnuvík, das in einem solchen Tal (und daher meist im Schatten) liegt.
Das längste Trogtal (U-Tal) auf den Färöern ist das 11 Kilometer lange Tal zwischen Saksun und Hvalvík, der Saksundalur. Hier, wie an anderen Stellen überall im Landesinneren und der Ostküste, zeigen sich die typischen Treppenstrukturen der Hänge, die die Gletscher aus dem Basalt und den Tuffschichten geformt haben. Eine solche Stufe heißt an ihrer senkrechten Seite auf Färöisch hamar, daher zum Beispiel der Ortsname Hamrabyrgi. Die flacheren, grasbewachsenen, Hänge zwischen den hamrar nennt man rók (Pl. røkur). Sie bildeten sich aus dem verwitterten Tuff. Am Fuß eines jeden Hamars sammelt sich weiteres Geröll. Bäche (áir, Einzahl á) stürzen hier als Wasserfall (fossur) hinunter.

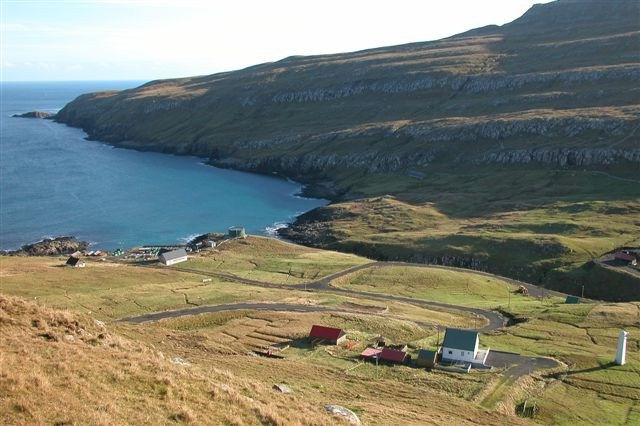
Víkarbyrgi/Hamrabyrgi an der – für färöische Verhältnisse – flachen Ostküste Suðuroys in der Totale. Obwohl eigentlich günstig gelegen, leben hier heute nur noch Schafe. Die Treppenstruktur des Berges und die Bucht sind typisch für diese färöische Landschaftsform.

Ein Berghang an der Ostküste und im Landesinneren kann so über diverse Stufen verfügen, wo man – an seinem Fuß angekommen – oft den Gipfel nicht mehr sehen kann, sondern sich von Etage zu Etage hocharbeitet. Ab ungefähr 300 Metern beginnt eine andere Vegetation, ab etwa 600 Metern ist sie arktisch-alpin. Jede 100 Meter nimmt die Durchschnittstemperatur um ½ °C ab. Nicht nur deswegen wohnen alle Färinger unterhalb 100 Meter an der fischreichen Küste. Hier unten in den Fjorden und Buchten ist es auch windgeschützter und an Landwirtschaft überhaupt zu denken. Die höheren Lagen sind den 70.000 Schafen als Weidefläche vorbehalten.
Von dem ehemaligen Plateau zeugen heute noch die höchsten Berge der Färöer. Sie sind oft Tafelberge. Zum Beispiel hat der höchste Berg des Archipels, der Slættaratindur (880 m.o.h.), daher seinen Namen flacher Gipfel. Er fällt zum Norden relativ flach (nicht senkrecht) in den Atlantik ab und gilt so als der höchste seiner Art in Europa, der unmittelbar aus dem Meer emporragt.
Viele andere Berge sind Bergrücken, die teilweise ganze Inseln wie Kalsoy und Kunoy bilden. An ihren Enden sehen sie pyramidenförmig aus. Im Landesinneren folgt oft ein solcher Bergrücken, unterbrochen von einem Trogtal, auf den nächsten. Liegt das Tal unter dem Meeresspiegel ist es ein Fjord oder Sund.
Das Klima auf den Färöern sorgt dafür, dass keiner der Gipfel im Sommer von Schnee bedeckt ist. Dieser kann sich nur an einigen kleinen, immer schattigen Stellen halten.
Ein Berg im Landesinnern heißt auf Färöisch fjall [fjadl] (Pl. fjøll). Damit ist genau das gleiche gemeint wie in Norwegen mit Fjell. Entsprechend heißt auch die Berglandschaft an sich Fjall.

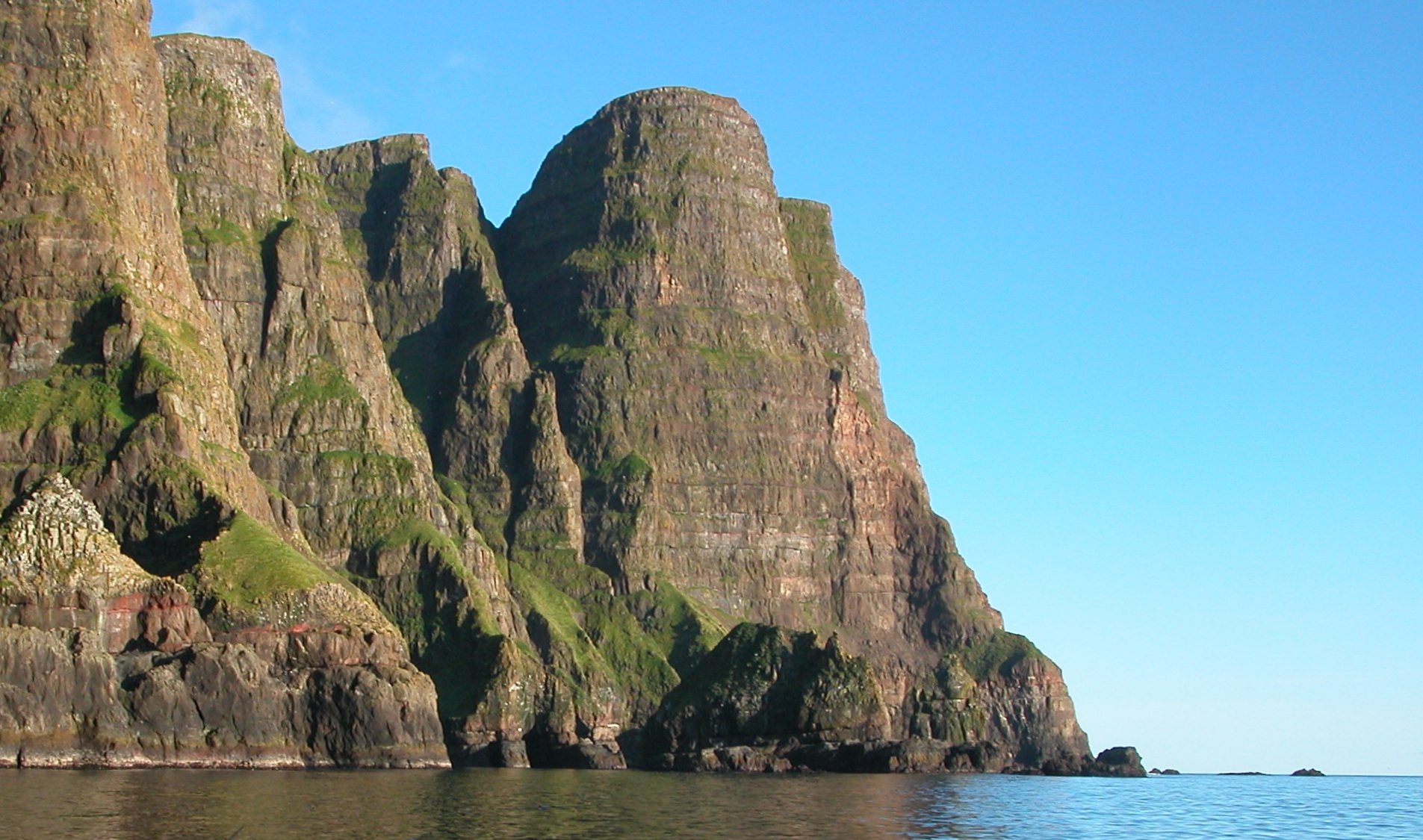
Der Beinisvørð ist mit seinen 469 Metern bei weitem nicht das höchste Vorgebirge an der färöischen Küste – aber vielleicht das schönste.

## Steilküste, Holme und Klippen
Die Steilküsten bzw. Kliffs der Färöer zählen zu den höchsten der Welt. Häufig wird das Kap Enniberg (754 Meter) im äußersten Norden des Archipels auf Viðoy als das höchste Seekliff der Welt angesehen, andere sind bescheidener und nennen es das höchste Europas. Hierbei gilt es zu überlegen, wovon man redet: einem steilen Hang oder einer senkrechten Wand. Enniberg ist senkrecht. Ist senkrecht nicht das Kriterium, dann ist der Kunoyarnakkur (819 m.o.h.) an der Nordspitze Kunoys wiederum eines der höchsten Kaps der Welt. Lotrechte Wände mit mehreren hundert Metern Höhe finden sich meist an den West- und Nordküsten der Inseln. Sie bilden die berühmten ‚Vogelberge‘ (Ein- und Mehrzahl: fuglabjørg oder fuglaberg) als Nistplätze für die färöische Seevogelwelt. Im Färöischen wird zwischen fjall und berg unterschieden. Ein berg ist immer eine Steilküste.

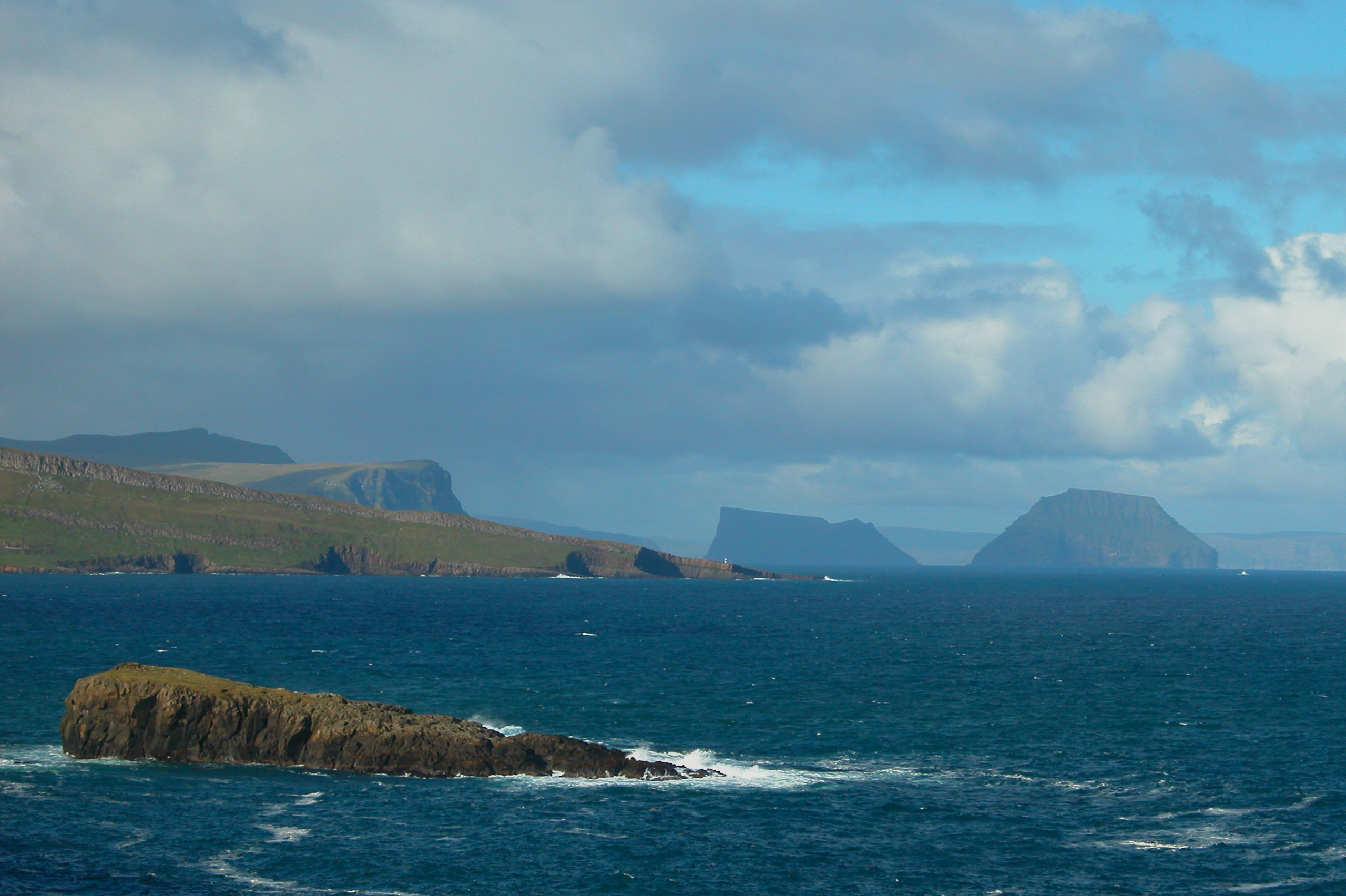
Der Baglhólmur an der Ostküste Suðuroys im Vordergrund. Links dahinter das gegenüberliegende Fjordufer. Dahinter eine Steilküste der gleichen Insel. In der ganz rechten Bildmitte ein allein stehender Tafelberg, die Insel Lítla Dímun; links dahinter Stóra Dímun in ähnlicher Gestalt. Sicht: Ungefähr 40 Kilometer bis zur Südküste Sandoys am Horizont.

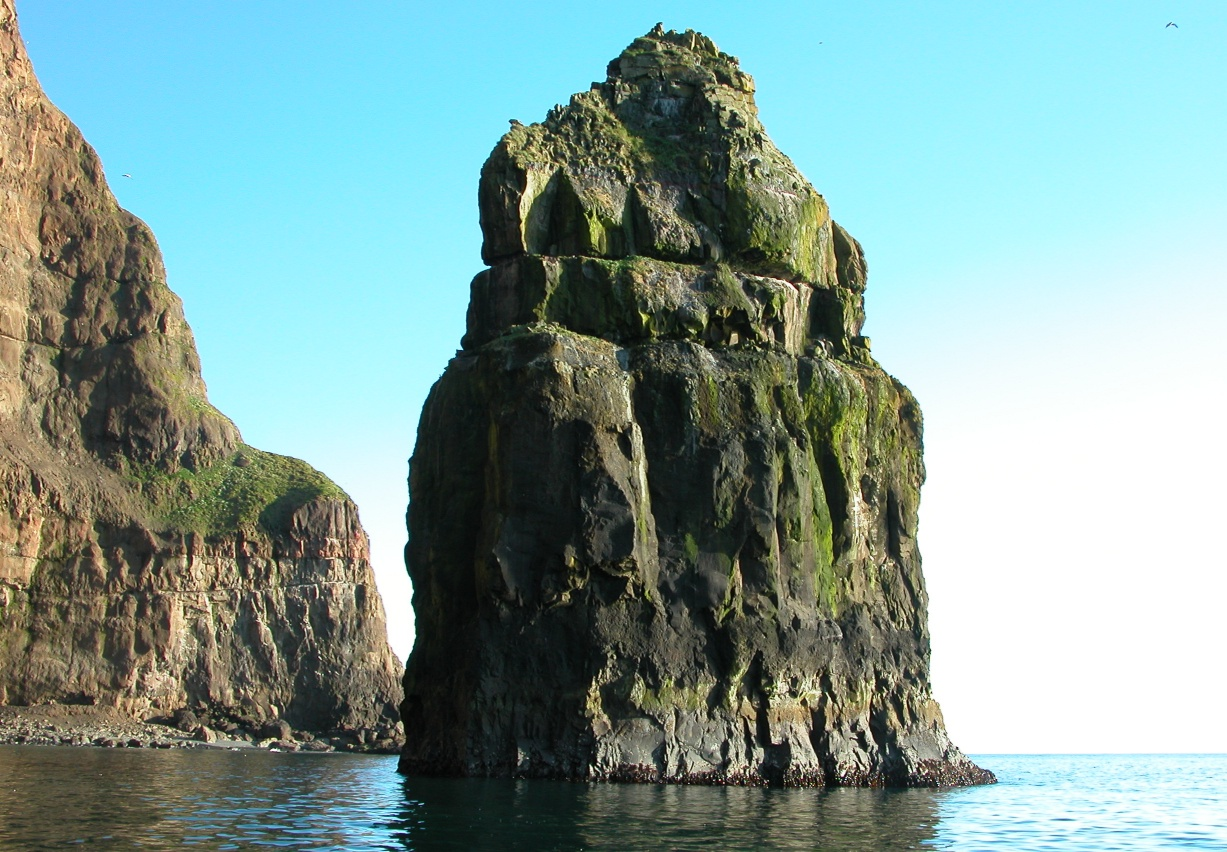
Ein Drangur ist eine freistehende Säule ohne ebenen Gipfel.

Diese Küste ist nach wie vor ständig der Brandung, die bis zu 50 Metern hoch sein kann, und den heftigen Winterstürmen ausgesetzt. Im Fels befinden sich überall Grotten, die das Meer ausgespült hat. Trifft die Brandung in so einen Hohlraum, entsteht ein hoher Luftdruck, der dafür mit verantwortlich ist, wenn Teile aus dem Fels herausgesprengt werden. Daher ist die Küste nicht nur von senkrechten Spalten durchzogen, sondern überall auch mit unmittelbar vorgelagerten freistehenden Klippen versehen. Eine solche Säule heißt stakkur, wenn sie stumpf ist, und drangur, wenn sie spitz zuläuft. Auf einem großen Stakkur können auch Schafe weiden.
Daneben gibt es vor der Küste Holme. Ein Holm (hólmur) ist eine kleine Insel (oyggj), die aber nicht zu den 18 Inseln der Färöer gezählt wird. Und schließlich gibt es noch kleine flache Schären, die nicht von Gras bewachsen sind, sondern z. B. den Kegelrobben als Refugium dienen.

### Wörterlisten geologischer Ausdrücke
- FMN.fo – Jarðfrøðiorðalisti (Geologiewörterliste Dänisch-Färöisch-Dänisch)
- FMN.fo – Oljuorðalisti (Ölwörterliste Englisch-Färöisch-Englisch)